# Coronel Rosales (município)
Coronel Rosales (partido) é um partido (município) da província de Buenos Aires, na Argentina. Possuía, de acordo com estimativa de 2019, 63.433 habitantes.

## Localidades
- Bajo Hondo: 165  habitantes
- Pehuenco: 674  habitantes
- Punta Alta: 57.296  habitantes
- Villa del Mar: 353  habitantes
- Villa General Arias: 1.777  habitantes
- Calderon
- Paso Mayor

(INDEC 2.001)